# Barnabás Varga
Barnabás Varga (ur. 25 października 1994 w Szombathely) – węgierski piłkarz, grający na pozycji napastnika w Ferencvárosi TC oraz w reprezentacji Węgier.

## Kariera klubowa
Piłkarz urodził się w Szombathely na Węgrzech. Karierę juniorską zaczynał w małym klubie Illés Akadémia. Następnie trenował w SV Eberau oraz SV Mattersburg. Karierę seniorską rozpoczął w sezonie 2016/2017 w barwach SV Mattersburg. W letnim okienku transferowym w 2023 roku trafił do Ferencvarosu za kwotę 800 tys. Euro.

## Kariera reprezentacyjna
W trakcie eliminacji do Euro 2024 Barnabás Varga zadebiutował w reprezentacji Węgier, w wygranym spotkaniu z Bułgarią 27 marca 2023 roku.

## Statystyki kariery

### Klubowe
(aktualne na dzień 3 marca 2024)
| Klub               | Sezon              | Liga                  | Liga  | Liga   | Puchar kraju | Puchar kraju | Europa | Europa | Suma  | Suma   |
| Klub               | Sezon              | Liga                  | Mecze | Bramki | Mecze        | Bramki       | Mecze  | Bramki | Mecze | Bramki |
| ------------------ | ------------------ | --------------------- | ----- | ------ | ------------ | ------------ | ------ | ------ | ----- | ------ |
| Mattersburg        | 2016/17            | Bundesliga austriacka | 11    | 1      | 0            | 0            | –      | –      | 11    | 1      |
| Mattersburg        | 2017/18            | Bundesliga austriacka | 0     | 0      | 0            | 0            | –      | –      | 0     | 0      |
| Mattersburg        | 2018/19            | Bundesliga austriacka | 5     | 0      | 0            | 0            | –      | –      | 5     | 0      |
| Mattersburg        | Łącznie            | Łącznie               | 16    | 1      | 0            | 0            | –      | –      | 16    | 1      |
| Lafnitz            | 2018/19            | 2. Liga               | 14    | 4      | 0            | 0            | –      | –      | 14    | 4      |
| Lafnitz            | 2019/20            | 2. Liga               | 15    | 7      | 1            | 1            | –      | –      | 16    | 8      |
| Lafnitz            | Łącznie            | Łącznie               | 29    | 11     | 1            | 1            | –      | –      | 30    | 12     |
| Gyirmót            | 2019/20            | Nemzeti Bajnokság II  | 5     | 1      | 0            | 0            | –      | –      | 5     | 1      |
| Gyirmót            | 2020/21            | Nemzeti Bajnokság II  | 24    | 12     | 1            | 3            | –      | –      | 25    | 15     |
| Gyirmót            | 2021/22            | Nemzeti Bajnokság I   | 29    | 13     | 1            | 0            | –      | –      | 30    | 13     |
| Gyirmót            | Łącznie            | Łącznie               | 58    | 26     | 2            | 3            | –      | –      | 60    | 29     |
| Paks               | 2022/23            | Nemzeti Bajnokság I   | 31    | 26     | 2            | 3            | –      | –      | 33    | 29     |
| Ferencváros        | 2023/24            | Nemzeti Bajnokság I   | 15    | 15     | 0            | 0            | 11     | 9      | 19    | 17     |
| Łącznie w karierze | Łącznie w karierze | Łącznie w karierze    | 149   | 79     | 5            | 7            | 11     | 9      | 165   | 95     |

### Reprezentacyjne
(aktualne na dzień 22 października 2023)
| Reprezentacja | Rok     | Występy | Gole |
| ------------- | ------- | ------- | ---- |
| Węgry         | 2023    | 7       | 4    |
| Ogólnie       | Ogólnie | 7       | 4    |